# Laurent Blanc
Laurent Robért Blanc (Alès, 19 novembre 1965) è un allenatore di calcio ed ex calciatore francese, di ruolo difensore, tecnico dell'Al-Ittihad.
Con la nazionale francese si è laureato campione del mondo nel 1998 e campione d'Europa nel 2000.

## Caratteristiche tecniche
Era un difensore centrale forte fisicamente e molto abile in fase di impostazione della manovra, seppur non rapidissimo.

## Carriera

### Giocatore

#### Club

##### Gli inizi

Blanc in allenamento al nel 1992

Ha iniziato a giocare nel Montpellier, con il quale ha militato nel campionato francese dal 1983 al 1991, segnando in quattro stagioni più di 70 reti con il record di 18 nel 1986-1987.
Nel 1991 si trasferisce in Italia, al Napoli, per 5,5 miliardi di lire. In maglia azzurra, allenato da Claudio Ranieri, è uno dei protagonisti del quarto posto in campionato dei partenopei con 6 gol all'attivo, ma per contrasti con la società torna appena un anno dopo in Francia, approdando in prestito al Nimes; dopo una stagione il Napoli lo cede definitivamente al Saint-Etienne. Andrà poi all'Auxerre, da dove poi, tornato ai massimi livelli, prenderà il volo per la Spagna, al Barcellona nel 1996-1997.

##### Olympique Marsiglia
Trasferitosi all'Olympique Marsiglia, sigla una doppietta nella prima giornata di campionato contro il Le Havre (3-1). Nella stagione 1998-1999, segna una rete su calcio di rigore nella semifinale di ritorno di Coppa UEFA contro il Bologna, che permetterà ai francesi di raggiungere la finale, poi persa col Parma.

##### Inter, Manchester Utd e ritiro
Dal 1999 al 2001 ha giocato ancora in Italia all'Inter, voluto da Marcello Lippi, prima di chiudere la carriera in Inghilterra al Manchester United.

#### Nazionale
Con la Nazionale francese ha esordito il 7 febbraio 1989 a Dublino contro l'Irlanda, disputando un totale di 97 partite e segnando 16 reti fino al 2000. Con la Nazionale si è laureato campione del mondo nel 1998 e campione d'Europa nel 2000; in entrambe le manifestazioni segnò una rete: nella rassegna mondiale francese tra l'altro risultò decisivo il suo golden goal negli ottavi contro il Paraguay. È stato inserito nella squadra ideale di tutti e tre gli Europei da lui disputati (1992, 1996 e 2000).
Al suo periodo in Nazionale è legato un gesto portafortuna che è divenuto celebre: poco prima dell'inizio delle partite, quando era capitano, Blanc era solito baciare sulla testa il portiere Fabien Barthez.

### Allenatore

#### Club

##### Bordeaux

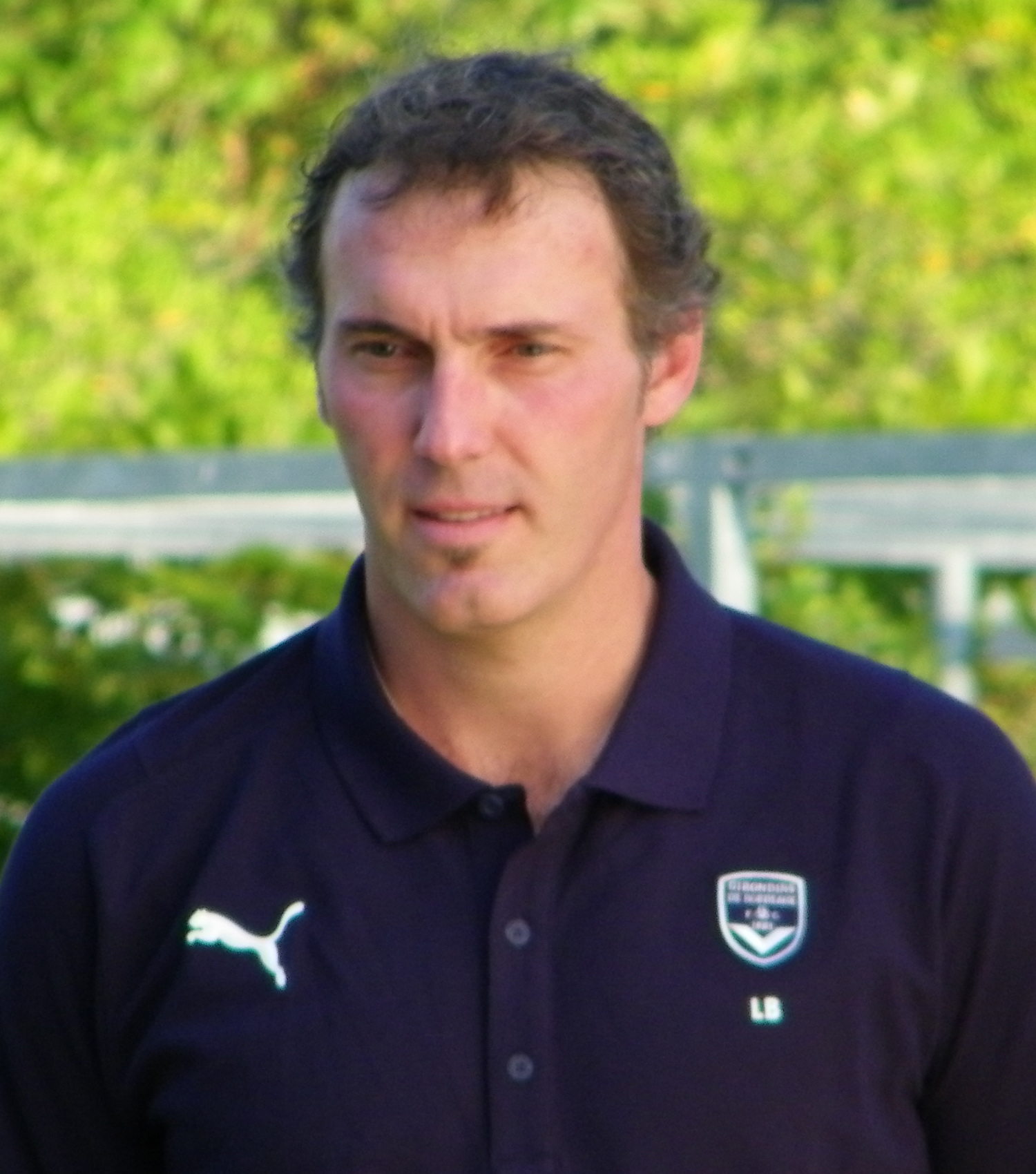
Blanc alla guida del nel 2009

L'8 giugno 2007 è stato scelto come allenatore del Bordeaux, sostituendo Ricardo Raymundo Gomes. Nel campionato 2007-2008 la squadra si piazza secondo in campionato con 75 punti dietro al vincitore Lione con 79 punti. In Coppa UEFA supera il Tampere United al 1º turno e passa il girone come prima classificato con 12 punti; l'avventura finisce però ai sedicesimi, dove viene eliminato dall'Anderlecht.
La stagione 2008-2009 inizia bene vincendo la Supercoppa di Francia contro il Lione 5-4 ai rigori. In campionato domina, vincendo con 80 punti la Ligue 1 davanti al Marsiglia (77 punti) e al Lione (71 punti). In Champions League è nel girone della Roma, del Chelsea e del Cluj: si piazza al terzo posto con 7 punti, passando così in Coppa Uefa ma esce subito perdendo con il Galatasaray ai sedicesimi. Si consola vincendo la Coppa di Lega francese 4-0 contro il Vannes.
Riconfermato al Bordeaux vince subito la Supercoppa di Francia 2-0 contro il Guingamp. In Champions League è nel girone della Juventus, del Bayern Monaco e del Maccabi Haifa: lo vince raggiungendo così gli ottavi di finale ed esce dalla Champions League contro il Lione ai quarti di finale. In campionato invece, dopo essere stato primo fino all'inizio del girone di ritorno, crolla e finisce sesto, fuori dalle coppe europee. Il 16 maggio 2010 risolve consensualmente il contratto che lo legava ancora un anno ai girondini; gli subentra Jean Tigana.

##### Paris Saint-Germain
Il 25 giugno 2013 viene ufficializzato come nuovo allenatore del Paris Saint-Germain, firmando un contratto biennale. Vince subito la Supercoppa francese e chiude il primo anno vincendo anche il campionato e la Coppa di Lega francese. Inizia la sua seconda stagione al club capitolino vincendo un'altra Supercoppa. L'11 aprile 2015 vince la sua terza Coppa di Lega battendo 4-2 il Marsiglia. Vince il campionato nazionale anche nel 2015 e nel 2016.
Il 2 giugno 2016 viene esonerato.

##### Al-Rayyan
Il 19 dicembre 2020 viene ingaggiato dall’Al-Rayyan.
Termina il campionato al 3º posto qualificandosi per la AFC Champions League 2022. Nel febbraio del 2022 viene esonerato con la squadra a metà classifica; su 48 partite giocate ne ha vinte 19, pareggiate 7 e perse 22.

##### Olympique Lione
Il 9 ottobre 2022 sottoscrive un contratto fino al 30 giugno 2024, insieme al suo vice Franck Passi, con l'Olympique Lione, andando a sostituire l'esonerato Peter Bosz. In Ligue 1 si piazza settimo mentre in Coppa di Francia 2022-2023 viene eliminato in semifinale dal Nantes.
L'11 settembre 2023 viene annunciato la separazione consensuale tra Blanc e il Lione, ultimo in Ligue 1 con un punto raccolto nelle prime quattro partite.

##### Al-Ittihād
Il 13 luglio 2024 firma un contratto pluriennale con l'Al-Ittihad, squadra della Saudi Professional League.

#### Nazionale

##### Nazionale francese
Il 2 luglio 2010 viene ufficializzata la nomina di Blanc come nuovo commissario tecnico della Nazionale francese, in sostituzione di Raymond Domenech. Nel periodo di aprile-maggio 2011 è molto vicino a dare le dimissioni in seguito alle polemiche riguardanti il problema razziale in Francia, con le pesanti accuse di Lilian Thuram e la sospensione del D.T. della nazionale François Blaquart in seguito alla proposta di inserimento di una quota del solo 30% di ragazzi africani e arabi nei vivai delle squadre. Secondo Mediapart Blanc e Eric Mombaerts, allenatore dell'Under-21, avrebbero accettato; secondo altri in realtà Blanc sarebbe stato favorevole alla proposta di Mombaerts di affrontare il problema limitando l'ingresso del numero di ragazzini che possono cambiare nazionalità, visto che molti calciatori di nazionalità francese decidono poi di giocare con le loro nazionali d'origine. Il 30 giugno 2012 lascia la guida della Nazionale francese, rassegnando le dimissioni dopo i quarti di finale raggiunti agli Europei; al suo posto viene ingaggiato Didier Deschamps.

## Statistiche

### Presenze e reti nei club
| Stagione                 | Squadra                  | Campionato               | Campionato | Campionato | Coppe nazionali | Coppe nazionali | Coppe nazionali | Coppe continentali | Coppe continentali | Coppe continentali | Altre coppe | Altre coppe | Altre coppe | Totale | Totale | Totale |
| Stagione                 | Squadra                  | Comp                     | Pres       | Reti       | Comp            | Pres            | Reti            | Comp               | Pres               | Reti               | Comp        | Pres        | Reti        | Pres   | Reti   |        |
| ------------------------ | ------------------------ | ------------------------ | ---------- | ---------- | --------------- | --------------- | --------------- | ------------------ | ------------------ | ------------------ | ----------- | ----------- | ----------- | ------ | ------ | ------ |
| 1983-1984                | Montpellier              | D2                       | 20         | 0          | -               | -               | -               | -                  | -                  | -                  | -           | -           | -           | 20     | 0      |        |
| 1984-1985                | Montpellier              | D2                       | 32         | 5          | CF              | 1               | 0               | -                  | -                  | -                  | -           | -           | -           | 33     | 5      |        |
| 1985-1986                | Montpellier              | D2                       | 30         | 6          | CF              | 2               | 0               | -                  | -                  | -                  | -           | -           | -           | 32     | 6      |        |
| 1986-1987                | Montpellier              | D2                       | 34         | 18         | CF              | 1               | 0               | -                  | -                  | -                  | -           | -           | -           | 35     | 18     |        |
| 1987-1988                | Montpellier              | D1                       | 24         | 6          | CF              | 1               | 0               | -                  | -                  | -                  | -           | -           | -           | 25     | 6      |        |
| 1988-1989                | Montpellier              | D1                       | 35         | 15         | CF              | 3               | 1               | CU                 | 3                  | 0                  | -           | -           | -           | 41     | 16     |        |
| 1989-1990                | Montpellier              | D1                       | 36         | 12         | CF              | 6               | 2               | -                  | -                  | -                  | -           | -           | -           | 42     | 14     |        |
| 1990-1991                | Montpellier              | D1                       | 38         | 14         | CF              | 2               | 0               | CdC                | 6                  | 1                  | -           | -           | -           | 46     | 15     |        |
| Totale Montpellier       | Totale Montpellier       | Totale Montpellier       | 249        | 76         |                 | 16              | 3               |                    | 8                  | 1                  |             | -           | -           | 273    | 80     |        |
| 1991-1992                | Napoli                   | A                        | 31         | 6          | CI              | 3               | 0               | -                  | -                  | -                  | -           | -           | -           | 34     | 6      |        |
| 1992-1993                | Nîmes                    | D1                       | 29         | 1          | CF              | 1               | 0               | -                  | -                  | -                  | -           | -           | -           | 30     | 1      |        |
| 1993-1994                | Saint-Étienne            | D1                       | 33         | 5          | CF              | 1               | 0               | -                  | -                  | -                  | -           | -           | -           | 34     | 5      |        |
| 1994-1995                | Saint-Étienne            | D1                       | 37         | 13         | CF+CdL          | 1+1             | 0+0             | -                  | -                  | -                  | -           | -           | -           | 39     | 13     |        |
| Totale Saint-Étienne     | Totale Saint-Étienne     | Totale Saint-Étienne     | 70         | 18         |                 | 3               | 0               |                    | -                  | -                  |             | -           | -           | 73     | 18     |        |
| 1995-1996                | Auxerre                  | D1                       | 23         | 2          | CF+CdL          | 6+2             | 2               | CU                 | 1                  | 0                  | -           | -           | -           | 32     | 4      |        |
| 1996-1997                | Barcellona               | PD                       | 28         | 1          | CR              | 4               | 0               | CdC                | 5                  | 0                  | SS          | 1           | 0           | 38     | 1      |        |
| 1997-1998                | O. Marsiglia             | D1                       | 31         | 11         | CF+CdL          | 1+3             | 0+2             | -                  | -                  | -                  | -           | -           | -           | 35     | 13     |        |
| 1998-1999                | O. Marsiglia             | D1                       | 32         | 2          | CF+CdL          | 1+1             | 0               | CU                 | 10                 | 1                  | -           | -           | -           | 44     | 3      |        |
| Totale O. Marsiglia      | Totale O. Marsiglia      | Totale O. Marsiglia      | 63         | 13         |                 | 6               | 2               |                    | 10                 | 1                  |             | -           | -           | 79     | 16     |        |
| 1999-2000                | Inter                    | A                        | 34         | 3          | CI              | 8               | 0               | -                  | -                  | -                  | -           | -           | -           | 42     | 3      |        |
| 2000-2001                | Inter                    | A                        | 33         | 3          | CI              | 2               | 0               | UCL+CU             | 2+7                | 0                  | -           | -           | -           | 44     | 3      |        |
| Totale Inter             | Totale Inter             | Totale Inter             | 67         | 6          |                 | 10              | 0               |                    | 9                  | 0                  |             | -           | -           | 86     | 6      |        |
| 2001-2002                | Manchester Utd           | PL                       | 29         | 1          | FACup           | 2               | 0               | UCL                | 15                 | 2                  | -           | -           | -           | 46     | 3      |        |
| 2002-2003                | Manchester Utd           | PL                       | 19         | 0          | FACup           | 1               | 0               | UCL                | 9                  | 1                  | -           | -           | -           | 29     | 1      |        |
| Totale Manchester United | Totale Manchester United | Totale Manchester United | 48         | 1          |                 | 3               | 0               |                    | 24                 | 3                  |             | -           | -           | 75     | 4      |        |
| Totale carriera          | Totale carriera          | Totale carriera          | 608        | 124        |                 | 54              | 7               |                    | 57                 | 5                  |             | 1           | 0           | 720    | 136    |        |

### Cronologia presenze e reti in nazionale
| Cronologia completa delle presenze e delle reti in nazionale ― Francia | Cronologia completa delle presenze e delle reti in nazionale ― Francia | Cronologia completa delle presenze e delle reti in nazionale ― Francia | Cronologia completa delle presenze e delle reti in nazionale ― Francia | Cronologia completa delle presenze e delle reti in nazionale ― Francia | Cronologia completa delle presenze e delle reti in nazionale ― Francia | Cronologia completa delle presenze e delle reti in nazionale ― Francia | Cronologia completa delle presenze e delle reti in nazionale ― Francia |
| Data                                                                   | Città                                                                  | In casa                                                                | Risultato                                                              | Ospiti                                                                 | Competizione                                                           | Reti                                                                   | Note                                                                   |
| ---------------------------------------------------------------------- | ---------------------------------------------------------------------- | ---------------------------------------------------------------------- | ---------------------------------------------------------------------- | ---------------------------------------------------------------------- | ---------------------------------------------------------------------- | ---------------------------------------------------------------------- | ---------------------------------------------------------------------- |
| 7-2-1989                                                               | Dublino                                                                | Irlanda                                                                | 0 – 0                                                                  | Francia                                                                | Amichevole                                                             | -                                                                      | 66’                                                                    |
| 8-3-1989                                                               | Glasgow                                                                | Scozia                                                                 | 2 – 0                                                                  | Francia                                                                | Qual. Mondiali 1990                                                    | -                                                                      |                                                                        |
| 29-4-1989                                                              | Parigi                                                                 | Francia                                                                | 0 – 0                                                                  | Jugoslavia                                                             | Qual. Mondiali 1990                                                    | -                                                                      |                                                                        |
| 16-8-1989                                                              | Malmö                                                                  | Svezia                                                                 | 2 – 4                                                                  | Francia                                                                | Amichevole                                                             | -                                                                      | 70’                                                                    |
| 5-9-1989                                                               | Oslo                                                                   | Norvegia                                                               | 1 – 1                                                                  | Francia                                                                | Qual. Mondiali 1990                                                    | -                                                                      | 75’                                                                    |
| 18-11-1989                                                             | Tolosa                                                                 | Francia                                                                | 2 – 0                                                                  | Cipro                                                                  | Qual. Mondiali 1990                                                    | 1                                                                      | 17’                                                                    |
| 21-1-1990                                                              | Al Kuwait                                                              | Kuwait                                                                 | 0 – 1                                                                  | Francia                                                                | Amichevole                                                             | 1                                                                      |                                                                        |
| 24-1-1990                                                              | Al Kuwait                                                              | Francia                                                                | 3 – 0                                                                  | Germania Est                                                           | Amichevole                                                             | -                                                                      | 84’                                                                    |
| 28-2-1990                                                              | Montpellier                                                            | Francia                                                                | 2 – 1                                                                  | Germania Ovest                                                         | Amichevole                                                             | -                                                                      | 49’                                                                    |
| 28-3-1990                                                              | Budapest                                                               | Ungheria                                                               | 1 – 3                                                                  | Francia                                                                | Amichevole                                                             | -                                                                      | 79’                                                                    |
| 5-9-1990                                                               | Reykjavík                                                              | Islanda                                                                | 1 – 2                                                                  | Francia                                                                | Qual. Euro 1992                                                        | -                                                                      | 76’                                                                    |
| 13-10-1990                                                             | Parigi                                                                 | Francia                                                                | 2 – 1                                                                  | Cecoslovacchia                                                         | Qual. Euro 1992                                                        | -                                                                      |                                                                        |
| 17-11-1990                                                             | Tirana                                                                 | Albania                                                                | 0 – 1                                                                  | Francia                                                                | Qual. Euro 1992                                                        | -                                                                      |                                                                        |
| 20-2-1991                                                              | Parigi                                                                 | Francia                                                                | 3 – 1                                                                  | Spagna                                                                 | Qual. Euro 1992                                                        | 1                                                                      |                                                                        |
| 30-3-1991                                                              | Parigi                                                                 | Francia                                                                | 5 – 0                                                                  | Albania                                                                | Qual. Euro 1992                                                        | -                                                                      |                                                                        |
| 14-8-1991                                                              | Poznań                                                                 | Polonia                                                                | 1 – 5                                                                  | Francia                                                                | Amichevole                                                             | 1                                                                      |                                                                        |
| 4-9-1991                                                               | Bratislava                                                             | Cecoslovacchia                                                         | 1 – 2                                                                  | Francia                                                                | Qual. Euro 1992                                                        | -                                                                      |                                                                        |
| 12-10-1991                                                             | Siviglia                                                               | Spagna                                                                 | 1 – 2                                                                  | Francia                                                                | Qual. Euro 1992                                                        | -                                                                      |                                                                        |
| 20-11-1991                                                             | Parigi                                                                 | Francia                                                                | 3 – 1                                                                  | Islanda                                                                | Qual. Euro 1992                                                        | -                                                                      |                                                                        |
| 19-2-1992                                                              | Londra                                                                 | Inghilterra                                                            | 2 – 0                                                                  | Francia                                                                | Amichevole                                                             | -                                                                      |                                                                        |
| 27-5-1992                                                              | Losanna                                                                | Svizzera                                                               | 2 – 1                                                                  | Francia                                                                | Amichevole                                                             | -                                                                      |                                                                        |
| 5-6-1992                                                               | Lens                                                                   | Francia                                                                | 1 – 1                                                                  | Paesi Bassi                                                            | Amichevole                                                             | -                                                                      |                                                                        |
| 10-6-1992                                                              | Stoccolma                                                              | Svezia                                                                 | 1 – 1                                                                  | Francia                                                                | Euro 1992 - 1º turno                                                   | -                                                                      |                                                                        |
| 14-6-1992                                                              | Malmö                                                                  | Francia                                                                | 0 – 0                                                                  | Inghilterra                                                            | Euro 1992 - 1º turno                                                   | -                                                                      |                                                                        |
| 17-6-1992                                                              | Malmö                                                                  | Francia                                                                | 1 – 2                                                                  | Danimarca                                                              | Euro 1992 - 1º turno                                                   | -                                                                      |                                                                        |
| 26-8-1992                                                              | Parigi                                                                 | Francia                                                                | 0 – 2                                                                  | Brasile                                                                | Amichevole                                                             | -                                                                      | 65’                                                                    |
| 9-9-1992                                                               | Sofia                                                                  | Bulgaria                                                               | 2 – 0                                                                  | Francia                                                                | Qual. Mondiali 1994                                                    | -                                                                      | 61’                                                                    |
| 17-2-1993                                                              | Tel Aviv                                                               | Israele                                                                | 0 – 4                                                                  | Francia                                                                | Qual. Mondiali 1994                                                    | 2                                                                      |                                                                        |
| 27-3-1993                                                              | Vienna                                                                 | Austria                                                                | 0 – 1                                                                  | Francia                                                                | Qual. Mondiali 1994                                                    | -                                                                      |                                                                        |
| 28-4-1993                                                              | Parigi                                                                 | Francia                                                                | 2 – 1                                                                  | Svezia                                                                 | Qual. Mondiali 1994                                                    | -                                                                      |                                                                        |
| 28-7-1993                                                              | Caen                                                                   | Francia                                                                | 3 – 1                                                                  | Russia                                                                 | Amichevole                                                             | -                                                                      |                                                                        |
| 22-8-1993                                                              | Stoccolma                                                              | Svezia                                                                 | 1 – 1                                                                  | Francia                                                                | Qual. Mondiali 1994                                                    | -                                                                      |                                                                        |
| 8-9-1993                                                               | Tampere                                                                | Finlandia                                                              | 0 – 2                                                                  | Francia                                                                | Qual. Mondiali 1994                                                    | 1                                                                      |                                                                        |
| 13-10-1993                                                             | Parigi                                                                 | Francia                                                                | 2 – 3                                                                  | Israele                                                                | Qual. Mondiali 1994                                                    | -                                                                      |                                                                        |
| 17-11-1993                                                             | Parigi                                                                 | Francia                                                                | 1 – 2                                                                  | Bulgaria                                                               | Qual. Mondiali 1994                                                    | -                                                                      |                                                                        |
| 26-5-1994                                                              | Kōbe                                                                   | Francia                                                                | 1 – 0                                                                  | Australia                                                              | Kirin Cup 1994                                                         | -                                                                      |                                                                        |
| 29-5-1994                                                              | Tokyo                                                                  | Giappone                                                               | 1 – 4                                                                  | Francia                                                                | Kirin Cup 1994                                                         | -                                                                      |                                                                        |
| 17-8-1994                                                              | Bordeaux                                                               | Francia                                                                | 2 – 2                                                                  | Rep. Ceca                                                              | Amichevole                                                             | -                                                                      |                                                                        |
| 7-9-1994                                                               | Bratislava                                                             | Slovacchia                                                             | 0 – 0                                                                  | Francia                                                                | Qual. Euro 1996                                                        | -                                                                      |                                                                        |
| 8-10-1994                                                              | Saint-Étienne                                                          | Francia                                                                | 0 – 0                                                                  | Romania                                                                | Qual. Euro 1996                                                        | -                                                                      |                                                                        |
| 16-11-1994                                                             | Zabrze                                                                 | Francia                                                                | 0 – 0                                                                  | Polonia                                                                | Qual. Euro 1996                                                        | -                                                                      |                                                                        |
| 13-12-1994                                                             | Trebisonda                                                             | Azerbaigian                                                            | 0 – 2                                                                  | Francia                                                                | Qual. Euro 1996                                                        | -                                                                      |                                                                        |
| 18-1-1995                                                              | Utrecht                                                                | Paesi Bassi                                                            | 0 – 1                                                                  | Francia                                                                | Amichevole                                                             | -                                                                      |                                                                        |
| 29-3-1995                                                              | Ramat Gan                                                              | Israele                                                                | 0 – 0                                                                  | Francia                                                                | Qual. Euro 1996                                                        | -                                                                      |                                                                        |
| 26-4-1995                                                              | Nantes                                                                 | Francia                                                                | 4 – 0                                                                  | Slovacchia                                                             | Qual. Euro 1996                                                        | 1                                                                      |                                                                        |
| 22-7-1995                                                              | Oslo                                                                   | Norvegia                                                               | 0 – 0                                                                  | Francia                                                                | Amichevole                                                             | -                                                                      |                                                                        |
| 27-3-1996                                                              | Bruxelles                                                              | Belgio                                                                 | 0 – 2                                                                  | Francia                                                                | Amichevole                                                             | -                                                                      |                                                                        |
| 1-6-1996                                                               | Stoccarda                                                              | Germania                                                               | 0 – 1                                                                  | Francia                                                                | Amichevole                                                             | 1                                                                      |                                                                        |
| 5-6-1996                                                               | Villeneuve d'Ascq                                                      | Francia                                                                | 2 – 0                                                                  | Armenia                                                                | Amichevole                                                             | -                                                                      |                                                                        |
| 10-6-1996                                                              | Newcastle upon Tyne                                                    | Romania                                                                | 0 – 1                                                                  | Francia                                                                | Euro 1996 - 1º turno                                                   | -                                                                      |                                                                        |
| 15-6-1996                                                              | Leeds                                                                  | Francia                                                                | 1 – 1                                                                  | Spagna                                                                 | Euro 1996 - 1º turno                                                   | -                                                                      | 42’                                                                    |
| 18-6-1996                                                              | Newcastle upon Tyne                                                    | Bulgaria                                                               | 1 – 3                                                                  | Francia                                                                | Euro 1996 - 1º turno                                                   | 1                                                                      |                                                                        |
| 22-6-1996                                                              | Liverpool                                                              | Francia                                                                | 0 – 0 dts (5 – 4 dtr)                                                  | Paesi Bassi                                                            | Euro 1996 - Quarti di finale                                           | -                                                                      |                                                                        |
| 26-6-1996                                                              | Manchester                                                             | Rep. Ceca                                                              | 0 – 0 dts (6 – 5 dtr)                                                  | Francia                                                                | Euro 1996 - Semifinale                                                 | -                                                                      | cap.                                                                   |
| 31-8-1996                                                              | Parigi                                                                 | Francia                                                                | 2 – 0                                                                  | Messico                                                                | Amichevole                                                             | -                                                                      |                                                                        |
| 9-10-1996                                                              | Parigi                                                                 | Francia                                                                | 4 – 0                                                                  | Turchia                                                                | Amichevole                                                             | 1                                                                      |                                                                        |
| 22-1-1997                                                              | Braga                                                                  | Portogallo                                                             | 0 – 2                                                                  | Francia                                                                | Amichevole                                                             | -                                                                      |                                                                        |
| 26-2-1997                                                              | Parigi                                                                 | Francia                                                                | 2 – 1                                                                  | Paesi Bassi                                                            | Amichevole                                                             | -                                                                      | cap.                                                                   |
| 2-4-1997                                                               | Parigi                                                                 | Francia                                                                | 1 – 0                                                                  | Svezia                                                                 | Amichevole                                                             | -                                                                      | cap.                                                                   |
| 3-6-1997                                                               | Lione                                                                  | Francia                                                                | 1 – 1                                                                  | Brasile                                                                | Torneo di Francia                                                      | -                                                                      |                                                                        |
| 7-6-1997                                                               | Montpellier                                                            | Francia                                                                | 0 – 1                                                                  | Inghilterra                                                            | Torneo di Francia                                                      | -                                                                      |                                                                        |
| 11-10-1997                                                             | Lens                                                                   | Francia                                                                | 2 – 1                                                                  | Sudafrica                                                              | Amichevole                                                             | -                                                                      |                                                                        |
| 12-11-1997                                                             | Saint-Étienne                                                          | Francia                                                                | 2 – 1                                                                  | Scozia                                                                 | Amichevole                                                             | -                                                                      |                                                                        |
| 28-1-1998                                                              | Saint-Denis                                                            | Francia                                                                | 1 – 0                                                                  | Spagna                                                                 | Amichevole                                                             | -                                                                      |                                                                        |
| 25-2-1998                                                              | Marsiglia                                                              | Francia                                                                | 3 – 3                                                                  | Norvegia                                                               | Amichevole                                                             | 1                                                                      | 12’                                                                    |
| 22-4-1998                                                              | Solna                                                                  | Svezia                                                                 | 0 – 0                                                                  | Francia                                                                | Amichevole                                                             | -                                                                      |                                                                        |
| 27-5-1998                                                              | Casablanca                                                             | Francia                                                                | 1 – 0                                                                  | Belgio                                                                 | Trofeo di calcio Hassan II 1998                                        | -                                                                      |                                                                        |
| 29-5-1998                                                              | Casablanca                                                             | Marocco                                                                | 2 – 2 (6 - 5 dtr)                                                      | Francia                                                                | Trofeo di calcio Hassan II 1998                                        | 1                                                                      | cap.                                                                   |
| 5-6-1998                                                               | Helsinki                                                               | Finlandia                                                              | 0 – 1                                                                  | Francia                                                                | Amichevole                                                             | -                                                                      | cap.                                                                   |
| 12-6-1998                                                              | Marsiglia                                                              | Francia                                                                | 3 – 0                                                                  | Sudafrica                                                              | Mondiali 1998 - 1º turno                                               | -                                                                      |                                                                        |
| 18-6-1998                                                              | Marsiglia                                                              | Francia                                                                | 4 – 0                                                                  | Arabia Saudita                                                         | Mondiali 1998 - 1º turno                                               | -                                                                      | 36’                                                                    |
| 28-6-1998                                                              | Lens                                                                   | Francia                                                                | 1 – 0 gg                                                               | Paraguay                                                               | Mondiali 1998 - Ottavi di finale                                       | 1                                                                      |                                                                        |
| 3-7-1998                                                               | Saint-Denis                                                            | Italia                                                                 | 0 – 0 dts (3 – 4 dtr)                                                  | Francia                                                                | Mondiali 1998 - Quarti di finale                                       | -                                                                      |                                                                        |
| 8-7-1998                                                               | Saint-Denis                                                            | Francia                                                                | 2 – 1                                                                  | Croazia                                                                | Mondiali 1998 - Semifinale                                             | -                                                                      | 74’                                                                    |
| 10-10-1998                                                             | Mosca                                                                  | Russia                                                                 | 2 – 3                                                                  | Francia                                                                | Qual. Euro 2000                                                        | -                                                                      |                                                                        |
| 14-10-1998                                                             | Saint-Denis                                                            | Francia                                                                | 2 – 0                                                                  | Andorra                                                                | Qual. Euro 2000                                                        | -                                                                      |                                                                        |
| 20-1-1999                                                              | Marsiglia                                                              | Francia                                                                | 1 – 0                                                                  | Marocco                                                                | Amichevole                                                             | -                                                                      | 46’                                                                    |
| 10-2-1999                                                              | Londra                                                                 | Inghilterra                                                            | 0 – 2                                                                  | Francia                                                                | Amichevole                                                             | -                                                                      | 46’                                                                    |
| 27-3-1999                                                              | Saint-Denis                                                            | Francia                                                                | 0 – 0                                                                  | Ucraina                                                                | Qual. Euro 2000                                                        | -                                                                      |                                                                        |
| 31-3-1999                                                              | Saint-Denis                                                            | Francia                                                                | 2 – 0                                                                  | Armenia                                                                | Qual. Euro 2000                                                        | -                                                                      |                                                                        |
| 5-6-1999                                                               | Saint-Denis                                                            | Francia                                                                | 2 – 3                                                                  | Russia                                                                 | Qual. Euro 2000                                                        | -                                                                      |                                                                        |
| 18-8-1999                                                              | Belfast                                                                | Irlanda del Nord                                                       | 0 – 1                                                                  | Francia                                                                | Amichevole                                                             | -                                                                      | cap.                                                                   |
| 4-9-1999                                                               | Kiev                                                                   | Ucraina                                                                | 0 – 0                                                                  | Francia                                                                | Qual. Euro 2000                                                        | -                                                                      |                                                                        |
| 8-9-1999                                                               | Erevan                                                                 | Armenia                                                                | 2 – 3                                                                  | Francia                                                                | Qual. Euro 2000                                                        | -                                                                      | 55’                                                                    |
| 9-10-1999                                                              | Saint-Denis                                                            | Francia                                                                | 3 – 2                                                                  | Islanda                                                                | Qual. Euro 2000                                                        | -                                                                      |                                                                        |
| 23-2-2000                                                              | Saint-Denis                                                            | Francia                                                                | 1 – 0                                                                  | Polonia                                                                | Amichevole                                                             | -                                                                      | 46’                                                                    |
| 29-3-2000                                                              | Glasgow                                                                | Scozia                                                                 | 0 – 2                                                                  | Francia                                                                | Amichevole                                                             | -                                                                      |                                                                        |
| 26-4-2000                                                              | Saint-Denis                                                            | Francia                                                                | 3 – 2                                                                  | Slovenia                                                               | Amichevole                                                             | 1                                                                      |                                                                        |
| 28-5-2000                                                              | Zagabria                                                               | Croazia                                                                | 0 – 2                                                                  | Francia                                                                | Amichevole                                                             | -                                                                      | 75’                                                                    |
| 4-6-2000                                                               | Casablanca                                                             | Giappone                                                               | 2 – 2 (2 – 4 dtr)                                                      | Francia                                                                | Trofeo di calcio Hassan II 2000 - Semifinale                           | -                                                                      | cap. 77’                                                               |
| 11-6-2000                                                              | Bruges                                                                 | Francia                                                                | 3 – 0                                                                  | Danimarca                                                              | Euro 2000 - 1º turno                                                   | 1                                                                      |                                                                        |
| 16-6-2000                                                              | Bruges                                                                 | Rep. Ceca                                                              | 1 – 2                                                                  | Francia                                                                | Euro 2000 - 1º turno                                                   | -                                                                      |                                                                        |
| 25-6-2000                                                              | Bruges                                                                 | Spagna                                                                 | 1 – 2                                                                  | Francia                                                                | Euro 2000 - Quarti di finale                                           | -                                                                      |                                                                        |
| 28-6-2000                                                              | Bruxelles                                                              | Francia                                                                | 2 – 1 gg                                                               | Portogallo                                                             | Euro 2000 - Semifinale                                                 | -                                                                      |                                                                        |
| 2-7-2000                                                               | Rotterdam                                                              | Francia                                                                | 2 – 1 gg                                                               | Italia                                                                 | Euro 2000 - Finale                                                     | -                                                                      | [ 29 ]                                                                 |
| 16-8-2000                                                              | Marsiglia                                                              | Francia                                                                | 5 – 1                                                                  | World Stars                                                            | Amichevole                                                             | -                                                                      | 51’                                                                    |
| 2-9-2000                                                               | Saint-Denis                                                            | Francia                                                                | 1 – 1                                                                  | Inghilterra                                                            | Amichevole                                                             | -                                                                      | 59’                                                                    |
| Totale                                                                 |                                                                        | Presenze (10º posto)                                                   | 97                                                                     |                                                                        | Reti                                                                   | 16                                                                     |                                                                        |

### Statistiche da allenatore

#### Club
Statistiche aggiornate al 26 maggio 2025. In grassetto le competizioni vinte.
| Stagione                   | Squadra                    | Campionato                 | Campionato | Campionato | Campionato | Campionato | Coppe nazionali | Coppe nazionali | Coppe nazionali | Coppe nazionali | Coppe nazionali | Coppe continentali | Coppe continentali | Coppe continentali | Coppe continentali | Coppe continentali | Altre coppe | Altre coppe | Altre coppe | Altre coppe | Altre coppe | Totale | Totale | Totale | Totale | % Vittorie | Piazzamento |
| Stagione                   | Squadra                    | Comp                       | G          | V          | N          | P          | Comp            | G               | V               | N               | P               | Comp               | G                  | V                  | N                  | P                  | Comp        | G           | V           | N           | P           | G      | V      | N      | P      | %          | Piazzamento |
| -------------------------- | -------------------------- | -------------------------- | ---------- | ---------- | ---------- | ---------- | --------------- | --------------- | --------------- | --------------- | --------------- | ------------------ | ------------------ | ------------------ | ------------------ | ------------------ | ----------- | ----------- | ----------- | ----------- | ----------- | ------ | ------ | ------ | ------ | ---------- | ----------- |
| 2007-2008                  | Bordeaux                   | L1                         | 38         | 22         | 9          | 7          | CF+CdL          | 4+1             | 3+0             | 1+0             | 0+1             | CU                 | 8                  | 5                  | 2                  | 1                  | -           | -           | -           | -           | -           | 51     | 30     | 12     | 9      | 58,82      | 2º          |
| 2008-2009                  | Bordeaux                   | L1                         | 38         | 24         | 8          | 6          | CF+CdL          | 1+4             | 0+4             | 0+0             | 1+0             | UCL+CU             | 6+2                | 2+0                | 1+1                | 3+1                | SF          | 1           | 0           | 1           | 0           | 52     | 30     | 11     | 11     | 57,69      | 1º          |
| 2009-2010                  | Bordeaux                   | L1                         | 38         | 19         | 7          | 12         | CF+CdL          | 3+4             | 2+3             | 0+0             | 1+1             | UCL                | 10                 | 8                  | 1                  | 1                  | SF          | 1           | 1           | 0           | 0           | 56     | 33     | 8      | 15     | 58,93      | 6º          |
| Totale Bordeaux            | Totale Bordeaux            | Totale Bordeaux            | 114        | 65         | 24         | 25         |                 | 17              | 12              | 1               | 4               |                    | 26                 | 15                 | 5                  | 6                  |             | 2           | 1           | 1           | 0           | 159    | 93     | 31     | 35     | 58,49      |             |
| 2013-2014                  | Paris Saint-Germain        | L1                         | 38         | 27         | 8          | 3          | CF+CdL          | 2+4             | 1+4             | 0+0             | 1+0             | UCL                | 10                 | 7                  | 1                  | 2                  | SF          | 1           | 1           | 0           | 0           | 55     | 40     | 9      | 6      | 72,73      | 1º          |
| 2014-2015                  | Paris Saint-Germain        | L1                         | 38         | 24         | 11         | 3          | CF+CdL          | 6+4             | 6+4             | 0+0             | 0+0             | UCL                | 10                 | 4                  | 3                  | 3                  | SF          | 1           | 1           | 0           | 0           | 59     | 39     | 14     | 6      | 66,10      | 1º          |
| 2015-2016                  | Paris Saint-Germain        | L1                         | 38         | 30         | 6          | 2          | CF+CdL          | 6+4             | 6+4             | 0+0             | 0+0             | UCL                | 10                 | 6                  | 2                  | 2                  | SF          | 1           | 1           | 0           | 0           | 59     | 47     | 8      | 4      | 79,66      | 1º          |
| Totale Paris Saint-Germain | Totale Paris Saint-Germain | Totale Paris Saint-Germain | 114        | 81         | 25         | 8          |                 | 26              | 25              | 0               | 1               |                    | 30                 | 17                 | 6                  | 7                  |             | 3           | 3           | 0           | 0           | 173    | 126    | 31     | 16     | 72,83      |             |
| dic. 2020-2021             | Al-Rayyan                  | QSL                        | 13         | 7          | 1          | 5          | CSQ+CEQ         | 2+4             | 3               | 0               | 3               | ACL                | -                  | -                  | -                  | -                  | CQ          | 1           | 0           | 0           | 1           | 20     | 10     | 1      | 9      | 50,00      | Sub. 3°     |
| 2021-feb. 2022             | Al-Rayyan                  | QSL                        | 16         | 4          | 5          | 7          | CSQ+CEQ         | 8+0             | 4               | 0               | 4               | ACL                | 6                  | 0                  | 2                  | 4                  | -           | -           | -           | -           | -           | 30     | 8      | 7      | 15     | 26,67      | Eson.       |
| Totale Al-Rayyan           | Totale Al-Rayyan           | Totale Al-Rayyan           | 29         | 11         | 6          | 12         |                 | 14              | 7               | 0               | 7               |                    | 6                  | 0                  | 2                  | 4                  |             | 1           | 0           | 0           | 1           | 50     | 18     | 8      | 24     | 36,00      |             |
| ott. 2022-2023             | Olympique Lione            | L1                         | 28         | 14         | 6          | 8          | CF              | 5               | 3               | 1               | 1               | -                  | -                  | -                  | -                  | -                  | -           | -           | -           | -           | -           | 33     | 17     | 7      | 9      | 51,52      | Sub., 7°    |
| lug.-set. 2023             | Olympique Lione            | L1                         | 4          | 0          | 1          | 3          | CF              | -               | -               | -               | -               | -                  | -                  | -                  | -                  | -                  | -           | -           | -           | -           | -           | 4      | 0      | 1      | 3      | &0,00      | Risoluz.    |
| Totale Olympique Lione     | Totale Olympique Lione     | Totale Olympique Lione     | 32         | 14         | 7          | 11         |                 | 5               | 3               | 1               | 1               |                    | -                  | -                  | -                  | -                  |             | -           | -           | -           | -           | 37     | 17     | 8      | 12     | 45,95      |             |
| 2024-2025                  | Al-Ittihad                 | SPL                        | 34         | 26         | 5          | 3          | KC              | 5               | 4               | 1               | 0               | -                  | -                  | -                  | -                  | -                  | -           | -           | -           | -           | -           | 39     | 30     | 6      | 3      | 76,92      | 1º          |
| Totale carriera            | Totale carriera            | Totale carriera            | 323        | 197        | 67         | 59         |                 | 67              | 51              | 3               | 13              |                    | 62                 | 32                 | 13                 | 17                 |             | 6           | 4           | 1           | 1           | 458    | 284    | 84     | 90     | 62,01      |             |

#### Nazionale francese
Statistiche aggiornate al 30 giugno 2012.
| Squadra | Naz                | dal           | al             | Record | Record | Record | Record     | Record | Record | Record |       |
| G       | V                  | N             | P              | GF     | GS     | DR     | Vittorie % |        |        |        |       |
| ------- | ------------------ | ------------- | -------------- | ------ | ------ | ------ | ---------- | ------ | ------ | ------ | ----- |
| Francia | Francia (bandiera) | 2 luglio 2010 | 30 giugno 2012 | 27     | 16     | 7      | 4          | 40     | 17     | +23    | 59,26 |

#### Nazionale francese nel dettaglio
| 2010-2011        | Francia        | Qual. Euro 2012 | 1º nel Gruppo D, qualificato | 10 | 6  | 3 | 1 | 60,00 | 15 | 4  | +11 |
| giu.-lug. 2012   | Francia        | Euro 2012       | Quarti di finale             | 4  | 1  | 1 | 2 | 25,00 | 3  | 5  | -2  |
| Dal 2010 al 2012 | Francia        | Amichevoli      |                              | 13 | 9  | 3 | 1 | 69,23 | 22 | 8  | +14 |
| Totale Francia   | Totale Francia | Totale Francia  | Totale Francia               | 27 | 16 | 7 | 4 | 59,26 | 40 | 17 | +23 |

#### Panchine da commissario tecnico della nazionale francese
| Cronologia completa delle presenze e delle reti in nazionale ― Francia | Cronologia completa delle presenze e delle reti in nazionale ― Francia | Cronologia completa delle presenze e delle reti in nazionale ― Francia | Cronologia completa delle presenze e delle reti in nazionale ― Francia | Cronologia completa delle presenze e delle reti in nazionale ― Francia | Cronologia completa delle presenze e delle reti in nazionale ― Francia | Cronologia completa delle presenze e delle reti in nazionale ― Francia | Cronologia completa delle presenze e delle reti in nazionale ― Francia |
| Data                                                                   | Città                                                                  | In casa                                                                | Risultato                                                              | Ospiti                                                                 | Competizione                                                           | Reti                                                                   | Note                                                                   |
| ---------------------------------------------------------------------- | ---------------------------------------------------------------------- | ---------------------------------------------------------------------- | ---------------------------------------------------------------------- | ---------------------------------------------------------------------- | ---------------------------------------------------------------------- | ---------------------------------------------------------------------- | ---------------------------------------------------------------------- |
| 11-8-2010                                                              | Oslo                                                                   | Norvegia                                                               | 2 – 1                                                                  | Francia                                                                | Amichevole                                                             | Hatem Ben Arfa                                                         | Cap: P. Mexès                                                          |
| 3-9-2010                                                               | Parigi                                                                 | Francia                                                                | 0 – 1                                                                  | Bielorussia                                                            | Qual. Euro 2012                                                        | -                                                                      | Cap: F. Malouda                                                        |
| 7-9-2010                                                               | Sarajevo                                                               | Bosnia ed Erzegovina                                                   | 0 – 2                                                                  | Francia                                                                | Qual. Euro 2012                                                        | Karim Benzema Florent Malouda                                          | Cap: A. Diarra                                                         |
| 9-10-2010                                                              | Parigi                                                                 | Francia                                                                | 2 – 0                                                                  | Romania                                                                | Qual. Euro 2012                                                        | Loïc Rémy Yoann Gourcuff                                               | Cap: A. Diarra                                                         |
| 12-10-2010                                                             | Metz                                                                   | Francia                                                                | 2 – 0                                                                  | Lussemburgo                                                            | Qual. Euro 2012                                                        | Karim Benzema Yoann Gourcuff                                           | Cap: A. Diarra                                                         |
| 17-11-2010                                                             | Londra                                                                 | Inghilterra                                                            | 1 – 2                                                                  | Francia                                                                | Amichevole                                                             | Karim Benzema Mathieu Valbuena                                         | Cap: H. Lloris                                                         |
| 9-2-2011                                                               | Parigi                                                                 | Francia                                                                | 1 – 0                                                                  | Brasile                                                                | Amichevole                                                             | Karim Benzema                                                          | Cap: A. Diarra                                                         |
| 25-3-2011                                                              | Lussemburgo                                                            | Lussemburgo                                                            | 0 – 2                                                                  | Francia                                                                | Qual. Euro 2012                                                        | Philippe Mexès Yoann Gourcuff                                          | Cap: A. Diarra                                                         |
| 29-3-2011                                                              | Parigi                                                                 | Francia                                                                | 0 – 0                                                                  | Croazia                                                                | Amichevole                                                             | -                                                                      | Cap: A. Diarra                                                         |
| 3-6-2011                                                               | Minsk                                                                  | Bielorussia                                                            | 1 – 1                                                                  | Francia                                                                | Qual. Euro 2012                                                        | Florent Malouda                                                        | Cap: A. Diarra                                                         |
| 6-6-2011                                                               | Donec'k                                                                | Ucraina                                                                | 1 – 4                                                                  | Francia                                                                | Amichevole                                                             | Kevin Gameiro 2 Marvin Martin Younes Kaboul                            | Cap: S. Mandanda                                                       |
| 9-6-2011                                                               | Varsavia                                                               | Polonia                                                                | 0 – 1                                                                  | Francia                                                                | Amichevole                                                             | autorete                                                               | Cap: A. Diarra                                                         |
| 10-8-2011                                                              | Montpellier                                                            | Francia                                                                | 1 – 1                                                                  | Cile                                                                   | Amichevole                                                             | Loïc Rémy                                                              | Cap: G. Clichy                                                         |
| 2-9-2011                                                               | Tirana                                                                 | Albania                                                                | 1 – 2                                                                  | Francia                                                                | Qual. Euro 2012                                                        | Karim Benzema Yann M'Vila                                              | Cap: A. Diarra                                                         |
| 6-9-2011                                                               | Bucarest                                                               | Romania                                                                | 0 – 0                                                                  | Francia                                                                | Qual. Euro 2012                                                        | -                                                                      | Cap: H. Lloris                                                         |
| 7-10-2011                                                              | Parigi                                                                 | Francia                                                                | 3 – 0                                                                  | Albania                                                                | Qual. Euro 2012                                                        | Florent Malouda Loïc Rémy Anthony Réveillère                           | Cap: H. Lloris                                                         |
| 11-10-2011                                                             | Parigi                                                                 | Francia                                                                | 1 – 1                                                                  | Bosnia ed Erzegovina                                                   | Qual. Euro 2012                                                        | Samir Nasri                                                            | Cap: H. Lloris                                                         |
| 11-11-2011                                                             | Parigi                                                                 | Francia                                                                | 1 – 0                                                                  | Stati Uniti                                                            | Amichevole                                                             | Loïc Rémy                                                              | Cap: A. Diarra                                                         |
| 15-10-2011                                                             | Parigi                                                                 | Francia                                                                | 0 – 0                                                                  | Belgio                                                                 | Amichevole                                                             | -                                                                      | Cap: H. Lloris                                                         |
| 29-2-2012                                                              | Brema                                                                  | Germania                                                               | 1 – 2                                                                  | Francia                                                                | Amichevole                                                             | Olivier Giroud Florent Malouda                                         | Cap: H. Lloris                                                         |
| 27-5-2012                                                              | Valenciennes                                                           | Francia                                                                | 3 – 2                                                                  | Islanda                                                                | Amichevole                                                             | Mathieu Debuchy Franck Ribéry Adil Rami                                | Cap: P. Mexes                                                          |
| 31-5-2012                                                              | Reims                                                                  | Francia                                                                | 2 – 0                                                                  | Serbia                                                                 | Amichevole                                                             | Franck Ribéry Florent Malouda                                          | Cap: H. Lloris                                                         |
| 5-6-2012                                                               | Le Mans                                                                | Francia                                                                | 4 – 0                                                                  | Estonia                                                                | Amichevole                                                             | Franck Ribéry 2 Karim Benzema Jérémy Ménez                             | Cap: H. Lloris                                                         |
| 11-6-2012                                                              | Donec'k                                                                | Francia                                                                | 1 – 1                                                                  | Inghilterra                                                            | Euro 2012 - 1º turno                                                   | Samir Nasri                                                            | Cap: H. Lloris                                                         |
| 15-6-2012                                                              | Donec'k                                                                | Ucraina                                                                | 0 – 2                                                                  | Francia                                                                | Euro 2012 - 1º turno                                                   | Jérémy Ménez Yohan Cabaye                                              | Cap: H. Lloris                                                         |
| 19-6-2012                                                              | Kiev                                                                   | Svezia                                                                 | 2 – 0                                                                  | Francia                                                                | Euro 2012 - 1º turno                                                   | -                                                                      | Cap: H. Lloris                                                         |
| 23-6-2012                                                              | Donec'k                                                                | Spagna                                                                 | 2 – 0                                                                  | Francia                                                                | Euro 2012 - Quarti di finale                                           | -                                                                      | Cap: H. Lloris                                                         |
| Totale                                                                 |                                                                        | Presenze                                                               | 27                                                                     |                                                                        | Reti                                                                   | 40                                                                     |                                                                        |

## Palmarès

### Giocatore

#### Club

##### Competizioni nazionali
- Coppa di Francia: 2

Montpellier: 1989-1990
Auxerre: 1995-1996
- Campionato francese: 1

Auxerre: 1995-1996
- Supercoppa di Spagna: 1

Barcellona: 1996
- Coppa di Spagna: 1

Barcellona: 1996-1997
- Campionato inglese: 1

Manchester United: 2002-2003

##### Competizioni internazionali
- Coppa delle Coppe: 1

Barcellona: 1996-1997

#### Nazionale
- Campionato mondiale: 1

Francia 1998
- Campionato d'Europa: 1

Belgio-Paesi Bassi 2000

#### Individuale
- Calciatore francese dell'anno: 1

1990
- Squadra dell'anno ESM: 3

1995-1996, 1997-1998, 1998-1999

### Allenatore

#### Club
- Campionato francese: 4

Bordeaux: 2008-2009
Paris Saint-Germain: 2013-2014, 2014-2015, 2015-2016
- Coppa di Lega francese: 4

Bordeaux: 2008-2009
Paris Saint-Germain: 2013-2014, 2014-2015, 2015-2016
- Supercoppa francese: 5

Bordeaux: 2008, 2009
Paris Saint-Germain: 2013, 2014, 2015
- Coppa di Francia: 2

Paris Saint-Germain: 2014-2015, 2015-2016
- Campionato saudita: 1

Al-Ittihad: 2024-2025
- Coppa del Re dei Campioni: 1

Al-Ittihad: 2024-2025

#### Individuale
- Miglior allenatore del Campionato francese: 1

2008
- Allenatore francese dell'anno: 2

2009, 2015